# Autocrypt
Autocrypt 是一個用於電子郵件用戶端之間的加密协议，旨在簡化密钥交互以保障加密。它的1.0版本在2017年12月發佈。2019年1月发布1.1版。Autocrypt利用OpenPGP规范作为其底层的数据格式。